# Presencia de agua en Marte

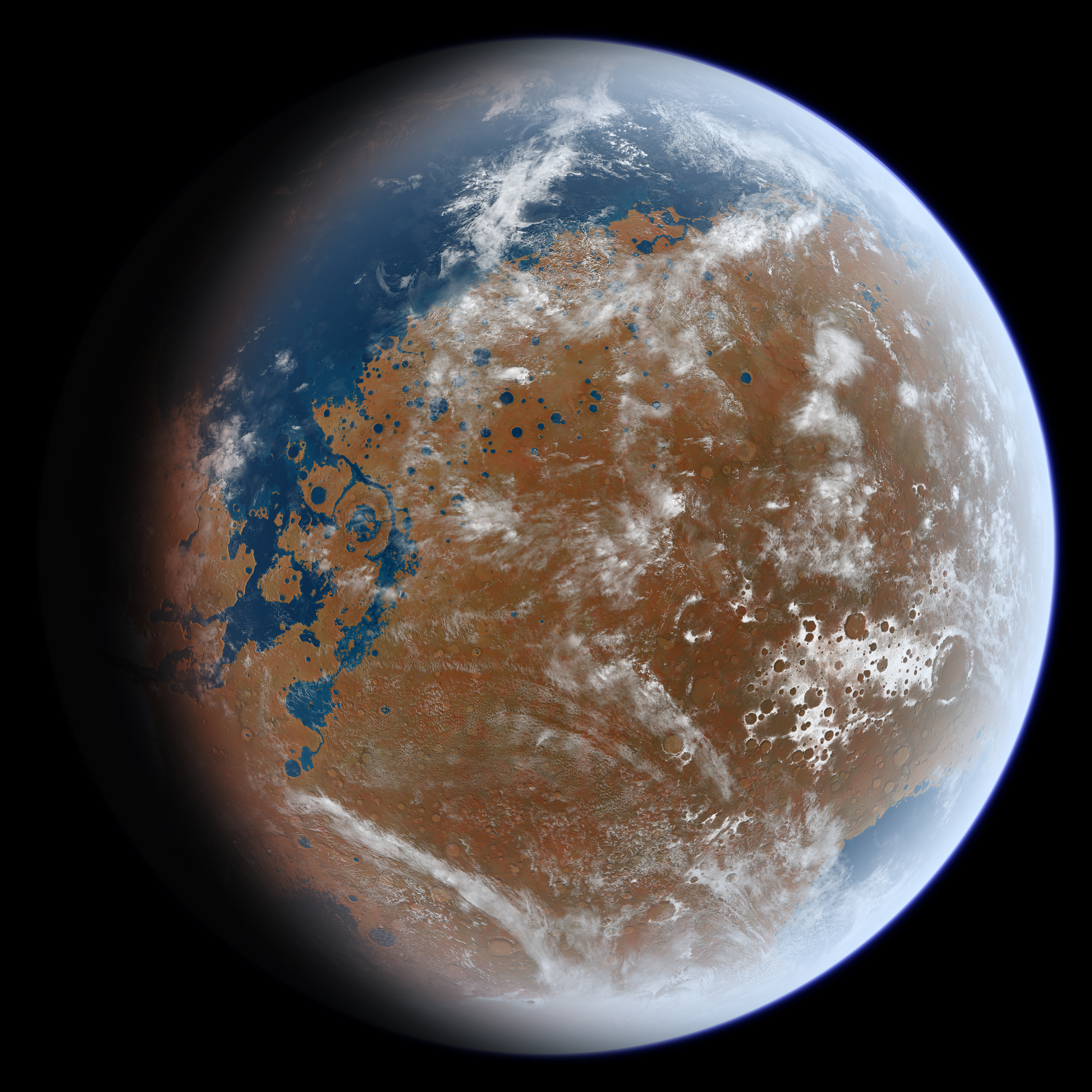
Impresión artística de una hipotética superficie marciana en el pasado, basada en datos geológicos.

La presencia de agua en Marte se investiga desde hace mucho tiempo. La geografía del planeta parece indicar fuertes accidentes que habrían sido producidos por el agua en tiempos pasados, en condiciones ambientales muy diferentes de las actuales. Hoy la atmósfera de Marte se estima que tiene un 0,01 % de agua en forma de vapor y se sabe que hay también agua helada en el subsuelo. La presión atmosférica marciana es muy inferior a la de la Tierra y la temperatura también; estas condiciones ambientales hacen que el ciclo del agua en Marte sea diferente al de la Tierra, puesto que esta pasa directamente de estado sólido a gaseoso y viceversa sin pasar por el estado líquido.
En julio de 2018, científicos británicos informaron sobre el descubrimiento de un lago subglacial en Marte, a 1,5 km (0,93 mi) debajo del casquete glacial meridional y extendiéndose unos 20 km (12 mi), el primer cuerpo de agua estable conocido en el planeta.
Casi toda el agua en Marte hoy existe como hielo, aunque también existe en pequeñas cantidades como vapor en la atmósfera y ocasionalmente como salmueras líquidas de bajo volumen en suelos poco profundos de Marte. El único lugar donde el hielo de agua es visible en la superficie está en el casquete polar del norte. Abundante hielo de agua también está presente debajo del casquete polar permanente de dióxido de carbono en el polo sur marciano y en el subsuelo poco profundo en condiciones más templadas. Se han identificado más de cinco millones de km³ de hielo en la superficie del Marte o cerca de ella, lo suficiente como para cubrir todo el planeta a una profundidad de 35 m (115 pies). Es probable que aún más hielo esté encerrado en el subsuelo profundo. 
En la actualidad, puede existir algo de agua líquida transitoriamente en la superficie marciana, pero limitada a restos de humedad disuelta de la atmósfera y películas delgadas, que son ambientes desafiantes para la vida conocida.  No existen grandes cuerpos de agua líquida en la superficie del planeta, porque la presión atmosférica promedia solo 600 pascales (0.087 psi) - alrededor del 0.6% de la presión media del nivel del mar - lo que lleva a una rápida evaporación (sublimación) o congelamiento rápido. Antes de hace 3.800 millones de años, Marte pudo haber tenido una atmósfera más densa y temperaturas superficiales más altas, permitiendo grandes cantidades de agua líquida en la superficie, posiblemente incluyendo un gran océano que pudo haber cubierto un tercio del planeta. Aparentemente, el agua también fluyó a través de la superficie durante períodos cortos a diversos intervalos más recientemente en la historia de Marte. El 9 de diciembre de 2013, la NASA informó que, basándose en la evidencia del rover Curiosity que estudiaba Aeolis Palus, Gale Crater contenía un antiguo lago de agua dulce que podría haber sido un ambiente hospitalario para la vida microbiana.
Muchas líneas de evidencia indican que el hielo de agua es abundante en Marte y ha jugado un papel importante en la historia geológica del planeta. El inventario actual de agua en Marte puede estimarse a partir de imágenes de naves espaciales, técnicas de teledetección (mediciones espectroscópicas, radar, etc.) e investigaciones de superficie de aterrizadores y rovers. La evidencia geológica del agua pasada incluye canales de salida enormes tallados por inundaciones, redes antiguas de ríos, deltas, y lechos de los lagos; y la detección de rocas y minerales en la superficie que solo podrían haberse formado en agua líquida. Numerosas características geomórficas sugieren la presencia de hielo molido (permafrost) y el movimiento del hielo en los glaciares, tanto en el pasado reciente como en el presente. Los barrancos y las líneas de laderas a lo largo de los acantilados y las paredes del cráter sugieren que el agua que fluye continúa formando la superficie de Marte, aunque en un grado mucho menor que en el pasado antiguo.
Aunque la superficie de Marte estuvo periódicamente húmeda y podría haber sido hospitalaria para la vida microbiana hace miles de millones de años, el ambiente actual en la superficie es seco y se congela, probablemente presentando un obstáculo insuperable para los organismos vivos. Además, a Marte le falta una atmósfera gruesa, capa de ozono y campo magnético, lo que permite que la radiación solar y cósmica golpee la superficie sin obstáculos. Los efectos dañinos de la radiación ionizante sobre la estructura celular es otro de los principales factores limitantes en la supervivencia de la vida en la superficie. Por lo tanto, las mejores ubicaciones posibles para descubrir la vida en Marte pueden ser en entornos subsuperficiales. El 22 de noviembre de 2016, la NASA informó haber encontrado una gran cantidad de hielo subterráneo en Marte; el volumen de agua detectado es equivalente al volumen de agua en el Lago Superior.
Comprender el alcance y la situación del agua en Marte es vital para evaluar el potencial del planeta para albergar vida y para proporcionar recursos utilizables para futuras exploraciones humanas. Por esta razón, "Seguir el agua" fue el tema de ciencia del Programa de Exploración de Marte (MEP) de la NASA en la primera década del siglo XXI. Los descubrimientos realizados por Mars Odyssey 2001, Mars Exploration Rovers (MER), Mars Reconnaissance Orbiter (MRO) y Mars Phoenix han sido fundamentales para responder preguntas clave sobre la abundancia y distribución del agua en Marte. El orbitador Mars Express de la ESA también ha proporcionado datos esenciales en esta misión. Mars Odyssey, Mars Express, MER Opportunity rover, MRO y Mars Science Lander Curiosity rover todavía están enviando datos desde Marte, y se siguen haciendo descubrimientos.

## Antecedentes históricos
La noción de agua en Marte precedió a la era espacial por cientos de años. Los primeros observadores, utilizando telescopios ópticos, asumieron correctamente que los casquetes y las nubes polares de color blanco eran indicadores de la presencia de agua. Estas observaciones, junto con el hecho de que Marte tiene un día de 24 horas, llevó al astrónomo William Herschel a declarar en 1784 que Marte probablemente ofrecería a sus hipotéticos habitantes "una situación en muchos aspectos similar a la nuestra".
A principios del siglo XX, la mayoría de los astrónomos reconocían que Marte era mucho más frío y seco que la Tierra. La presencia de océanos ya no se aceptaba, por lo que el paradigma cambió a una imagen de Marte como un planeta "moribundo" con solo una escasa cantidad de agua. Las áreas oscuras, que se podía ver como cambiaban estacionalmente, fueron consideradas entonces como extensiones de vegetación. La persona responsable de popularizar esta visión de Marte fue Percival Lowell (1855 – 1916), quien imaginó una raza de marcianos construyendo una red de canales para llevar agua desde los polos a los habitantes establecidos en el ecuador del planeta. A pesar de generar un tremendo entusiasmo público, las ideas de Lowell fueron rechazadas por la mayoría de los astrónomos. El consenso científico establecido por entonces es probablemente mejor resumido por el astrónomo inglés Edward Maunder (1851-1928), quien comparó el clima de Marte con "las condiciones sobre un pico de seis mil metros de altura en una isla del Ártico, donde solamente se podría esperar que sobreviviesen los líquenes".
Mientras tanto, muchos astrónomos estaban refinando la herramienta de la espectroscopia planetaria con la esperanza de determinar la composición de la atmósfera de Marte. Entre 1925 y 1943, Walter Adams y Theodore Dunham del Observatorio del Monte Wilson intentaron identificar el oxígeno y el vapor de agua en la atmósfera marciana, con resultados generalmente negativos. El único componente de la atmósfera marciana conocida con certeza fue el dióxido de carbono (CO2) identificado espectroscópicamente por Gerard Kuiper en 1947. El vapor de agua no fue detectado inequívocamente en Marte hasta 1963.

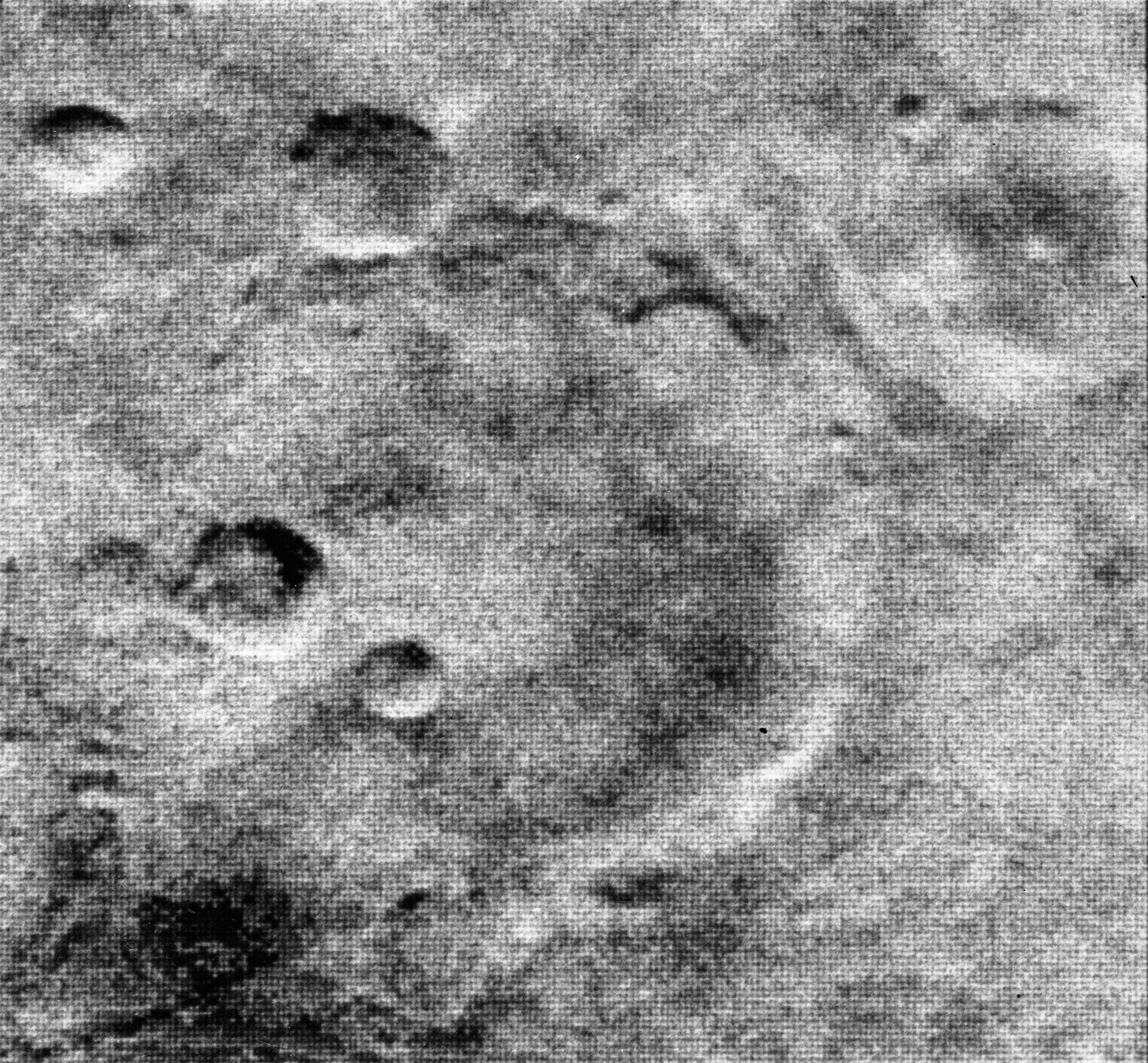
Imagen tomada por el Mariner 4, mostrando un planeta estéril (1965)

La composición de los casquetes polares de Marte, se había asumido que estaban formados por hielo de agua desde los tiempos de Cassini (1666). Sin embargo, esta idea fue cuestionada por algunos científicos en el siglo XIX, que pensaron en el hielo de CO2 debido a la baja temperatura total del planeta y a la apreciable carencia evidente de agua. Esta hipótesis fue confirmada teóricamente por Robert Leighton y Bruce Murray en 1966. Actualmente se sabe que los casquetes invernales en ambos polos se componen principalmente de hielo de CO2, pero que permanece una capa permanente (o perenne) de hielo de agua durante el verano en el Polo Norte. En el Polo Sur, un pequeño casquete de hielo de CO2 permanece durante el verano, pero esta capa también está cubierta por el hielo de agua.
La pieza final del rompecabezas del clima marciano fue proporcionada por el Mariner 4 en 1965. Las granuladas imágenes de televisión enviadas por la nave espacial mostraron una superficie dominada por cráteres de impacto, lo que implicaba que la superficie era muy antigua y no había experimentado el nivel de erosión y actividad tectónica presente en la Tierra. Poca erosión significaba que el agua líquida no había desempeñado probablemente un papel grande en la geomorfología del planeta durante miles de millones de años. Además, las variaciones en las señales de radio de la nave espacial a medida que pasaba detrás del planeta permitían a los científicos calcular la densidad de la atmósfera. Los resultados mostraron una presión atmosférica inferior al 1% de la tierra en al nivel del mar, excluía de forma efectiva la existencia de agua líquida, que rápidamente herviría o se congelaría a presiones tan bajas. Estos datos generaron una visión de Marte como un mundo muy parecido a la Luna, pero con una tenue atmósfera capaz de mover el polvo alrededor alrededor del planeta. Esta visión de Marte duraría casi otra década, hasta que el Mariner 9 mostró un Marte mucho más dinámico, con indicios de que el ambiente del pasado del planeta fue menos inclemente que el actual.
El 24 de enero de 2014, la NASA informó acerca de que los vehículos exploradores Curiosity y Opportunity estaban buscando evidencias de antigua vida en Marte, incluyendo indicios de una biosfera basada en microorganismos de nutrición autótrofa, quimiótrofa o litótrofa, así como la antigua presencia agua, incluyendo planicies lacustres (llanuras relacionadas con ríos antiguos o lagos) que pudieran haber sido habitables.
Durante muchos años se pensó que los restos observados de las inundaciones fueron causados por la liberación de un acúmulo de agua global, pero una investigación publicada en 2015 revela depósitos regionales de sedimentos y de hielo formados 450 millones de años antes de convertirse en flujos de agua. Así, "la deposición de sedimentos de los ríos y el derretimiento glacial rellenaron cañones gigantes en el fondo del antiguo océano primordial que había ocupado las tierras bajas del norte del planeta", y "fue el agua preservada en estos sedimentos de los cañones la que fue liberada más tarde formando grandes inundaciones, cuyos efectos pueden ser vistos hoy."

## Primeros indicios
Hasta encontrar hielo, cuando las pequeñas palas mecánicas de las sondas espaciales excavaban en la superficie polvorienta de Marte, los bordes de esa excavación deberían haberse hundido, como cuando se hace un surco en la arena. Sin embargo, los bordes de las incisiones practicadas en la superficie marciana no se hundían, como si el suelo estuviera húmedo. Esto hacía suponer que entre las partículas del suelo había quizás agua congelada, un fenómeno que, por otro lado, es común en las regiones muy frías de la Tierra, donde desde las grandes glaciaciones del Cuaternario, el suelo está profundamente helado (permafrost).
En mayo de 2002 la nave Mars Odyssey detectó hidrógeno superficial. Esto hizo pensar en la posibilidad de que este hidrógeno se pudiera combinar con grupos hidroxilo para formar agua helada. El hielo formaría una capa de entre 30 y 60 cm de profundidad de la superficie y comprendería desde los casquetes polares hasta los 60° de latitud.

## Primera detección de agua en el suelo
En enero de 2004 la sonda europea Mars Express detectó agua en el polo sur del planeta, pero congelada. La observación de líneas espectrales de vapor de agua se hizo al final del verano, cuando el "hielo seco" se sublima y deja un casquete residual de agua. 
El 31 de julio de 2008, la NASA hizo público que el día anterior, 30 de julio de 2008, el vehículo explorador Phoenix había realizado pruebas de laboratorio que habían confirmado la existencia de agua en Marte. Según William Boynton, del analizador térmico del Phoenix en la Universidad de Arizona, "esta es la primera vez que se comprueba de manera concreta y segura la presencia de agua en el planeta. Ya se habían detectado indicios de agua congelada en observaciones hechas por la nave Mars Odyssey y en otras muestras que se diluyeron mientras eran observadas por el rover Phoenix el mes pasado. Pero esta es la primera vez que el agua marciana se ha tocado y se ha probado". El miércoles, 30 de julio, el brazo robótico del Phoenix depositó una muestra que la instrumentación identificó como vapor de agua. La muestra, en forma de una capa dura de material congelado, fue extraída de una perforación de cerca de cinco centímetros en el suelo marciano y expuesta durante dos días al ambiente de Marte, hasta que el agua que contenía empezó a evaporarse, circunstancia que según el comunicado facilitó la observación.

## Presencia actual de hielo de agua
Una cantidad significativa de hidrógeno de superficie ha sido observada globalmente por el Espectrómetro de Neutrones del Mars Odyssey y por el Espectrómetro de Rayos Gamma. Se piensa que este hidrógeno se incorpora a la estructura molecular del hielo. Mediante cálculos estequiométricos a partir de los flujos observados, se han deducido las concentraciones de hielo de agua en el metro superior de la superficie marciana. Este proceso ha revelado que el hielo es común y abundante en la superficie actual. Por debajo de los 60 grados de latitud, el hielo se concentra en varias zonas regionales, particularmente alrededor de los volcanes Elysium, Terra Sabaea y al noroeste de Terra Sirenum, y existe en concentraciones de hasta el 18% de hielo en el subsuelo. Por encima de los 60 grados de latitud, el hielo es muy abundante. Alrededor de los polos por encima de los 70 grados de latitud, las concentraciones de hielo superan el 25% casi en todas partes, y se aproximan al 100% en los polos. Más recientemente, los instrumentos de sondeo por radar SHARAD y MARSIS han comenzado a ser capaces de confirmar si elementos individuales de la superficie son ricos en hielo. Debido a la inestabilidad conocida del hielo en las condiciones superficiales actuales de Marte, se piensa que casi todo este hielo debe estar cubierto por una capa de materiales granulares o en forma de polvo.
Las observaciones del espectrómetro de neutrones del Mars Odyssey indican que si todo el hielo en el metro superior de la superficie marciana se distribuyera uniformemente, daría una capa de agua equivalente de por lo menos ≈ 14 cm . La superficie marciana promedio en el planeta posee aproximadamente un 14% de agua. El hielo de agua actualmente bloqueado en ambos polos marcianos corresponde a una capa de agua equivalente de 30 m, y la evidencia geomórfica favorece cantidades significativamente mayores de agua de superficie a lo largo de la historia geológica, con espesores equivalentes de hasta 500 m. Se cree que parte de esta agua del pasado se ha perdido en el subsuelo profundo, y parte en el espacio, aunque el balance de masa detallado de estos procesos sigue siendo malentendido. El actual depósito atmosférico de agua es importante como un conducto que permite la migración gradual del hielo de una parte de la superficie a otra, tanto en épocas estacionales como en épocas más largas. Es insignificante en volumen, con un espesor equivalente de no más de 10 micrómetros.

### Zonas de hielo
El 28 de julio de 2005, la Agencia Espacial Europea anunció la existencia de un cráter parcialmente lleno de agua congelada; y algunas fuentes interpretaron el descubrimiento como un "lago de hielo". Las imágenes del cráter tomadas por la Cámara Estereoscópica de Alta Resolución en órbita a bordo de la nave Mars Express de la Agencia Espacial Europea muestran claramente una amplia capa de hielo en el fondo de un cráter sin nombre, ubicado en Vastitas Borealis, situado aproximadamente en las coordenadas 70,5° norte y 103° este. El cráter tiene 35 km de diámetro y cerca de 2 km de profundidad. La diferencia de altura entre el suelo del cráter y la superficie del hielo de agua es de unos 200 m. Los científicos de la ESA han atribuido la mayor parte de esta diferencia de altura a las dunas de arena bajo el hielo de agua, que son parcialmente visibles. Mientras que los científicos no se refieren a esta superficie como un "lago", la zona de hielo de agua es notable por su tamaño y por estar presente durante todo el año. Se han encontrado depósitos de hielo de agua y capas de escarcha en muchos lugares diferentes del planeta.
A medida que más y más de la superficie de Marte ha sido inspeccionada por la generación moderna de orbitadores, se ha hecho gradualmente más evidente que probablemente existen muchas más zonas de hielo dispersas a través de la superficie marciana. Muchos de estos supuestos parches de hielo se concentran en las latitudes medias marcianas (≈30-60° N/S del ecuador). Por ejemplo, muchos científicos creen que los elementos observados en esas bandas de latitud que se describen de manera diversa como "manto dependiente de la latitud" o "terreno coherente" consisten en parches de hielo cubiertos de polvo o de desechos que se degradan lentamente. Una cubierta de materiales detríticos sirve para explicar las superficies opacas observadas en las imágenes que no reflejan la luz como el hielo, y también para permitir que estos parches de hielo se mantengan durante un largo período de tiempo sin sublimarse por completo. Estos parches se han sugerido como posibles fuentes de agua para explicar algunos de los enigmáticos elementos de flujo canalizados similares a barrancos que también se han localizado en estas latitudes.
El 22 de noviembre de 2016, la NASA informó del descubrimiento de una gran cantidad de hielo subterráneo en el planeta Marte -el volumen de agua detectada es equivalente al volumen de agua en el Lago Superior.

### Mar congelado ecuatorial
En la Elysium Planitia meridional se han descubierto rasgos superficiales consistentes con el hielo a la deriva. Lo que parecen ser placas, varían en tamaño de 30 m a 30 km, y se encuentran en los canales que conducen a una zona inundada de aproximadamente la misma profundidad y ancho que el Mar del Norte. Estas placas muestran signos de ruptura y rotación que claramente las distinguen de las placas de lava de otras partes de la superficie de Marte. Se cree que la fuente de la inundación es una fuga geológica cercana a Cerberus Fossae que arrojó agua en su momento, así como la lava de unos 2 a 10 millones de años. Se sugirió que el agua salía del Cerberus Fossae y luego se agrupaba y se congelaba en las llanuras de bajo nivel, y que esos lagos aún pueden existir bajo la superficie, pero no todos los científicos están de acuerdo con estas conclusiones.

### Casquetes de hielo polar

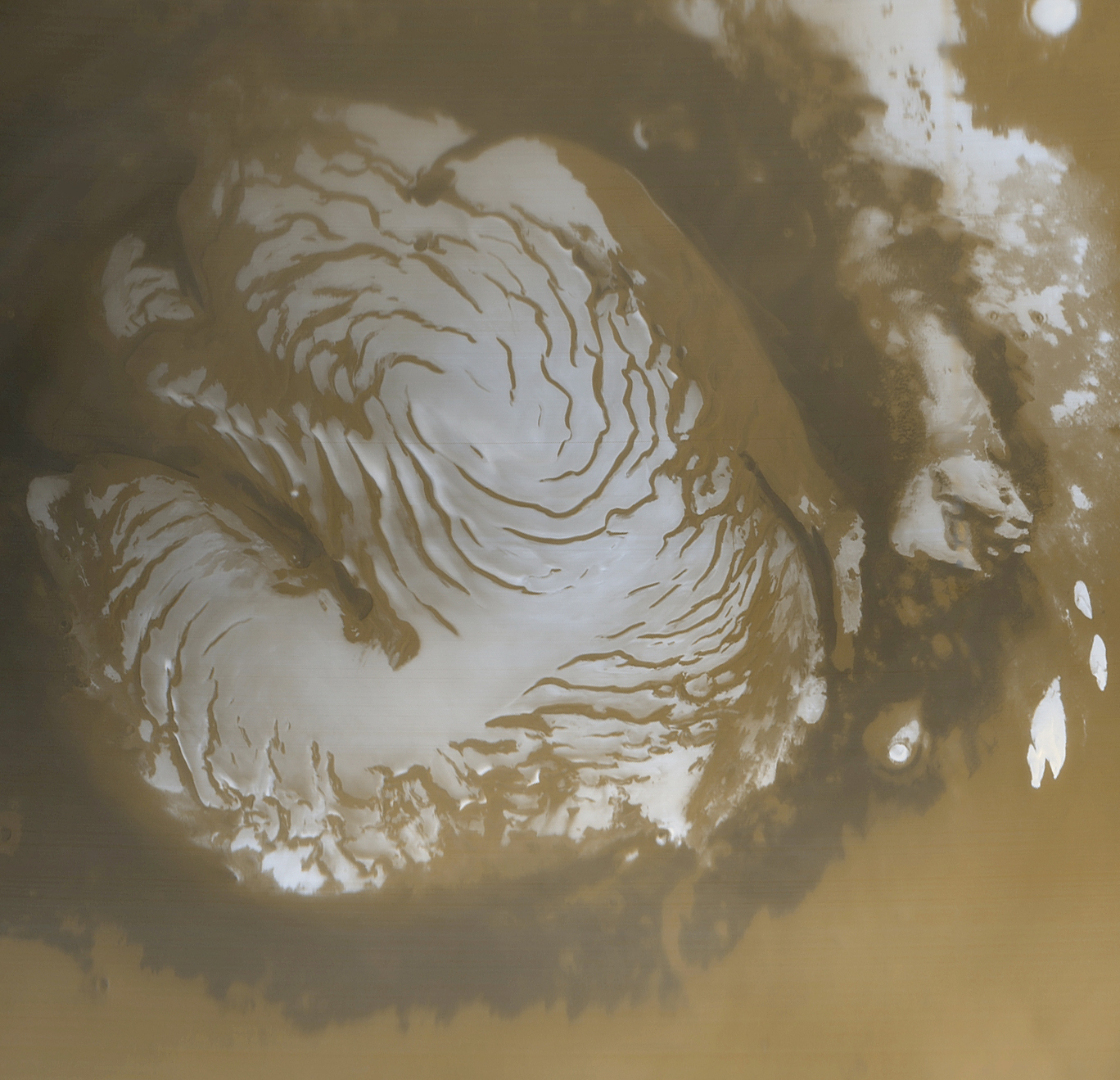
Imagen del casquete polar marciano norte tomada por el Mars Global Surveyor durante el verano boreal de 1999.

Se cree que tanto la capa polar norte (Planum Boreum) como la capa polar sur (Planum Australe) crecen en espesor durante el invierno y se subliman parcialmente durante el verano. En 2004, el radar de la sonda MARSIS del satélite Mars Express apuntó al casquete polar sur y pudo confirmar que el hielo se extiende a una profundidad de 3,7 km bajo la superficie. En el mismo año, el instrumento OMEGA del mismo orbitador reveló que el casquete se divide en tres partes distintas, con contenidos variables de agua congelada dependiendo de la latitud. La primera parte es la zona brillante del casquete polar vista en las imágenes, centrada en el polo, formada por una mezcla de 85% de hielo de CO2 y 15% de hielo de agua. La segunda parte comprende laderas empinadas conocidas como escarpas, formadas casi enteramente de hielo de agua, que se unen y descienden lejos del casquete polar hacia las llanuras circundantes. La tercera parte abarca los vastos campos de permafrost que se extienden a decenas de kilómetros de distancia de las escarpas, y que obviamente no forman parte del casquete hasta que se analiza la composición de la superficie. Los científicos de la NASA calculan que el volumen de hielo de agua en la capa polar del sur, si se fundiese, sería suficiente para cubrir toda la superficie planetaria con una profundidad de 11 m. Las observaciones sobre ambos polos y más ampliamente sobre el planeta sugieren que la fusión de todo el hielo superficial producirá una capa global de agua equivalente a 35 m de profundidad.

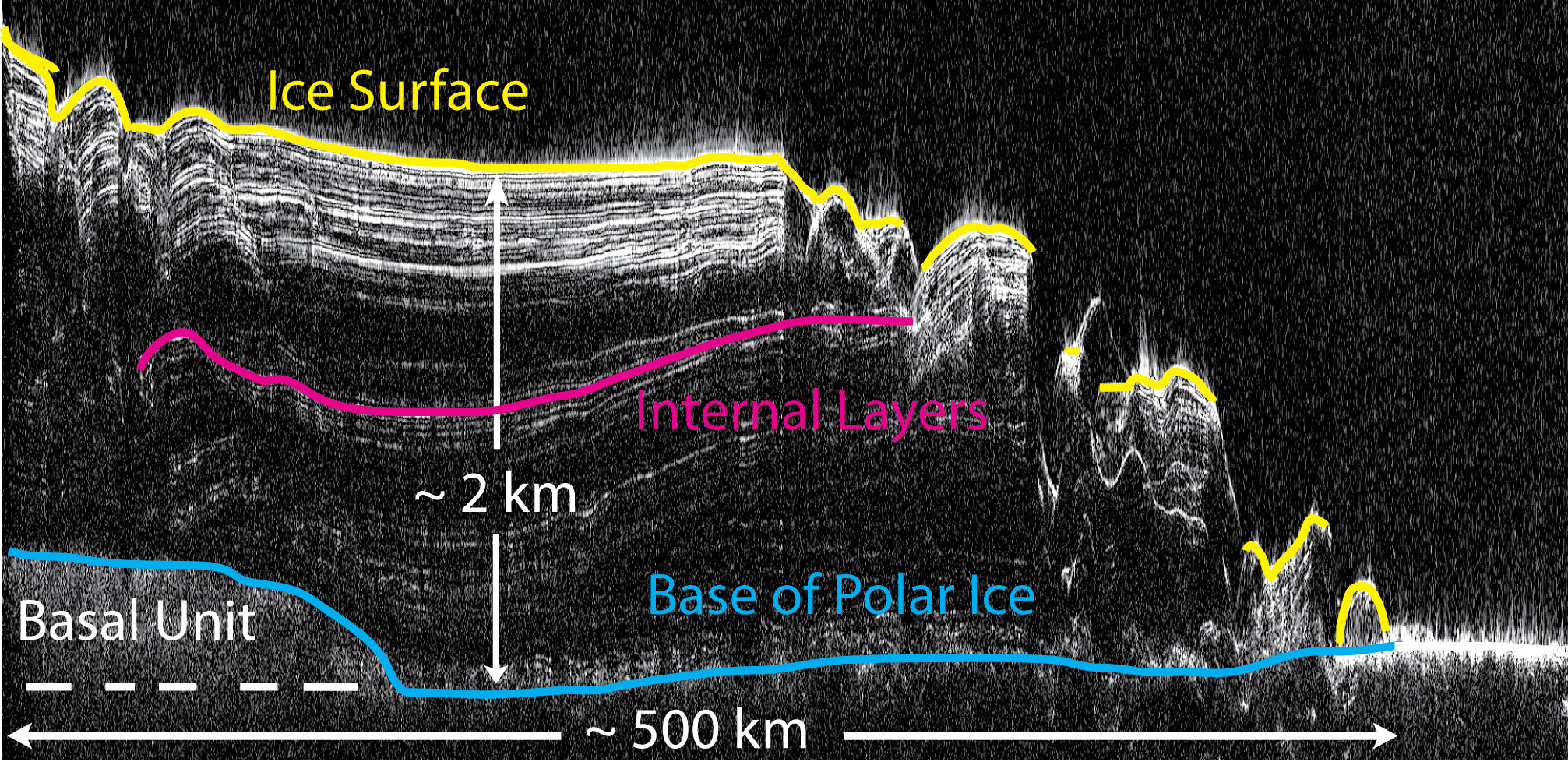
Corte transversal de una porción de la capa de hielo polar norte de Marte, deducida de sondeos de radar por satélite.

En julio de 2008, la NASA anunció que la sonda Phoenix había confirmado la presencia de hielo de agua en su lugar de aterrizaje cerca del casquete polar norte (a 68.2° de latitud). Esta fue la primera observación directa de hielo desde la superficie. Dos años más tarde, el radar de profundidad a bordo del Mars Reconnaissance Orbiter tomó medidas de la capa de hielo polar del norte y determinó que el volumen total de hielo de agua en el casquete es de 821.000 km³. Eso equivale al 30% de la capa de hielo de Groenlandia en la Tierra, o lo suficiente para cubrir la superficie de Marte con una profundidad de 5,6 m. Ambas cubiertas polares revelan abundantes capas internas finas cuando se examinan en imágenes de HiRISE del Mars Global Surveyor. Muchos investigadores han intentado utilizar esta estratificación para poder comprender la estructura, la historia y las propiedades de flujo de los casquetes polares marcianos, aunque su interpretación no es sencilla.
El lago Vostok en la Antártida podría ser una buena referencia para pensar en la posible existencia de agua líquida en Marte, porque si el agua estuviera presente antes de formarse las capas polares en el planeta rojo, es posible que todavía haya agua líquida debajo de las capas de hielo.

### Hielo en el terreno
Durante muchos años, varios científicos han sugerido que algunas superficies marcianas se parecen a las regiones periglaciales de la Tierra. Por analogía con estos elementos terrestres, se ha argumentado durante muchos años que estas regiones son zonas de permafrost. Esto sugiere que el agua congelada se encuentra justo debajo de la superficie. Una característica común en las latitudes más altas, la aparición de patrones geométricos sobre el suelo, aparece en una serie de formas distintas, incluyendo rayas y polígonos. En la Tierra, estas formas son causadas por la congelación y descongelación del suelo. Existen otros tipos de evidencia de grandes cantidades de agua congelada bajo la superficie de Marte, como el suavizado del terreno, que rodea rasgos topográficos agudos. Los cálculos y análisis teóricos han tendido a demostrar la posibilidad de que estos rasgos morfológicos se formen por los efectos del hielo molido. La evidencia del Espectrómetro de Rayos Gamma del Mars Odyssey y las mediciones directas con el lander Phoenix han corroborado que muchas de estas características están íntimamente asociadas con la presencia de hielo en el terreno.
Algunas áreas de Marte están cubiertas con conos que se asemejan a los de la Tierra, donde la lava ha fluido sobre el suelo congelado. El calor de la lava derrite el hielo y luego lo transforma en vapor. La poderosa fuerza del vapor se abre camino a través de la lava y produce estos conos. Este tipo de elementos se puede encontrar, por ejemplo, en el valle de Athabasca, asociado con la lava que fluye a lo largo de un canal de salida. Los conos más grandes pueden formarse cuando el vapor pasa a través de las capas más gruesas de lava.

#### Topografía festoneada

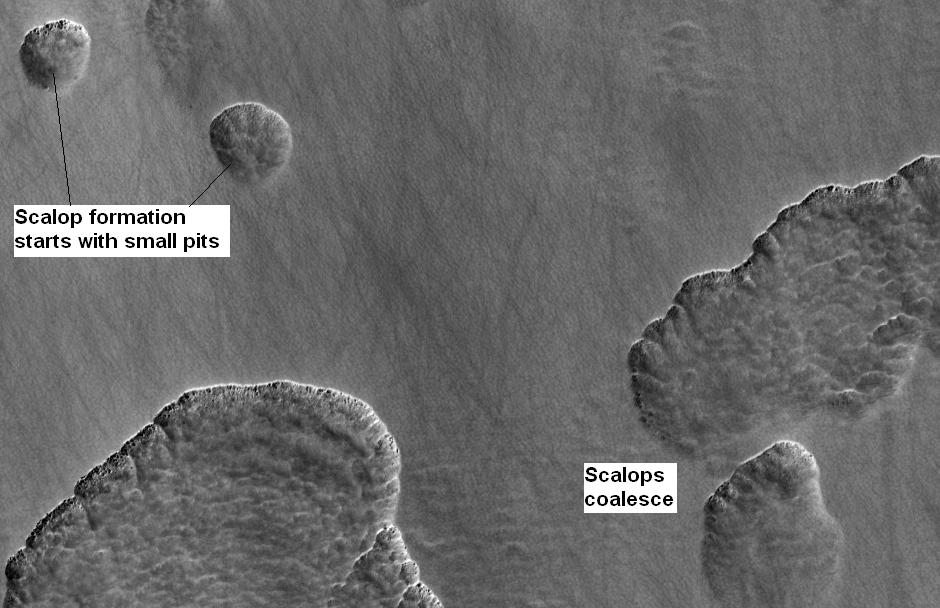
Etapas en la formación de festones en el cuadrángulo Hellas

Ciertas regiones de Marte muestran depresiones en forma de festón. Se sospecha que las depresiones son los restos degradados de un manto formado por depósitos rico en hielo. Los festones son causados por el hielo que se sublima del terreno congelado. Un estudio publicado en la revista Icarus, encontró que las formas de relieve de la topografía festoneada pueden formarse por la pérdida del hielo de agua del subsuelo por sublimación en las actuales condiciones climáticas marcianas. Su modelo predice formas similares cuando el suelo tiene grandes cantidades de hielo puro, hasta muchas decenas de metros de profundidad. Este material del manto fue depositado probablemente de la atmósfera como hielo formado sobre el polvo en suspensión cuando el clima era diferente debido a los cambios en la inclinación del eje de Marte. Los festones presentan normalmente decenas de m de profundidad y desde unos pocos cientos a unos pocos miles de metros de diámetro. Pueden ser casi circulares o alargados. Algunos parecen haber coalescido causando la formación de extensos terrenos repletos de depresiones. El proceso de formación de estos terrenos puede comenzar con la sublimación de una grieta. A menudo se localizan zonas con grietas poligonales donde se forman festones, y la presencia de topografía festoneada parece indicar que el terreno está congelado.
El 22 de noviembre de 2016, la NASA informó de la detección de una gran cantidad de hielo subterráneo en la región Utopia Planitia de Marte. Se ha estimado que el volumen de agua detectado es equivalente al volumen de agua en el lago Superior. La estimación del volumen de hielo de agua en la región se basó en las mediciones del instrumento de radar de penetración en tierra a bordo del Mars Reconnaissance Orbiter, llamado SHARAD (Shallow Radar). A partir de los datos obtenidos de SHARAD, se determinó la "permitividad dieléctrica", o la constante dieléctrica del terreno. El valor de la constante dieléctrica fue consistente con una gran concentración de hielo de agua.
Estos elementos festoneados son superficialmente similares a las marcas del queso suizo, encontradas alrededor del casquete polar sur marciano. Se cree que estas marcas del queso suizo son debidas a que las cavidades se forman en una capa superficial de dióxido de carbono sólido, en lugar de hielo de agua, aunque el fondo de estos agujeros probablemente sea rico en H2O.

### Glaciares

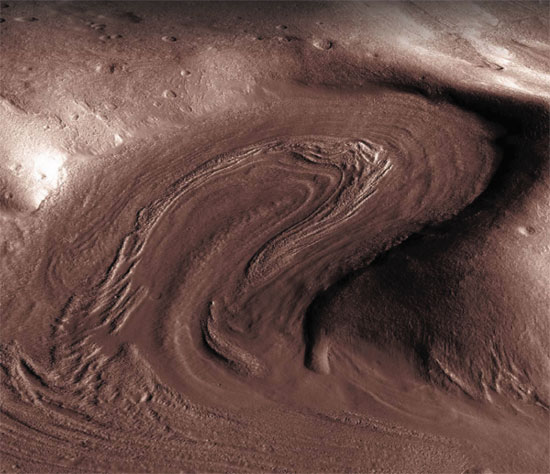
Vista de un depósito de lóbulos glaciares de 5 km de ancho, que se inclina hacia arriba sobre la caja de un cañón. La superficie presenta 'morrenas', depósitos de rocas que muestran cómo avanzó el glaciar.

Muchas grandes áreas de Marte parecen albergar glaciares, o contienen evidencias de que solían estar presentes. Se sospecha que gran parte de las áreas en altas latitudes, especialmente el cuadrángulo de Ismenius Lacus, todavía contienen enormes cantidades de hielo de agua. La evidencia reciente ha llevado a muchos científicos planetarios a creer que el hielo de agua sigue existiendo en forma de glaciares a través de gran parte de las latitudes medias y altas de Marte, protegido de la sublimación por capas finas de roca aislante o polvo. En enero de 2009, los científicos publicaron los resultados de un estudio de radar de los glaciares, concretamente sobre los llamados lóbulos de derrubios delanteros en un área denominada Deuteronilus Mensae, que encontró evidencia generalizada de hielo situado por debajo de unos metros de escombros de roca. Los glaciares se asocian con el terreno accidentado y con el relieve de muchos volcanes. Los investigadores han descrito depósitos glaciales sobre Hecates Tholus, Arsia Mons, Pavonis Mons, y el Olympus Mons. Los glaciares también han sido reportados sobre una serie de grandes cráteres marcianos en las latitudes medias y superiores.

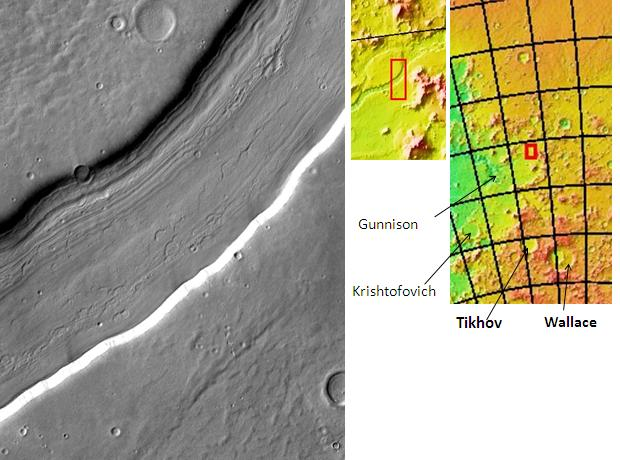
Reull Vallis con depósitos lineales. La ubicación es el cuadrángulo Hellas

Elementos similares a los glaciares en Marte se conocen de diversas maneras como fenómenos de flujo viscoso, rasgos de flujo marcianos, lóbulos de derrubios frontales o rellenos de valles lineales, dependiendo de su forma característica y de su ubicación. Muchos de los pequeños glaciares, pero no todos, parecen estar asociados con barrancos en las paredes de los cráteres y en el material del manto. Los depósitos lineales conocidos como rellenos de valles lineales son probablemente glaciares cubiertos de roca que se encuentran en los lechos de los canales del terreno alterado que aparecen alrededor de Arabia Terra en el hemisferio norte. Sus superficies tienen materiales estriados y ranurados que se desvían alrededor de obstáculos. Los depósitos de lineales en los lechos pueden estar relacionados con detritos frontales lobulados, que se ha comprobado que contienen grandes cantidades de hielo mediante observaciones de radar en órbita. Durante muchos años, los investigadores interpretaron que estos detritos frontales lóbulados eran flujos glaciares y se pensó que el hielo podía existir bajo una capa aislante de rocas. Con las nuevas lecturas del instrumento, se ha confirmado que los lóbulos de desechos frontales contienen hielo casi puro cubierto por una capa de rocas.

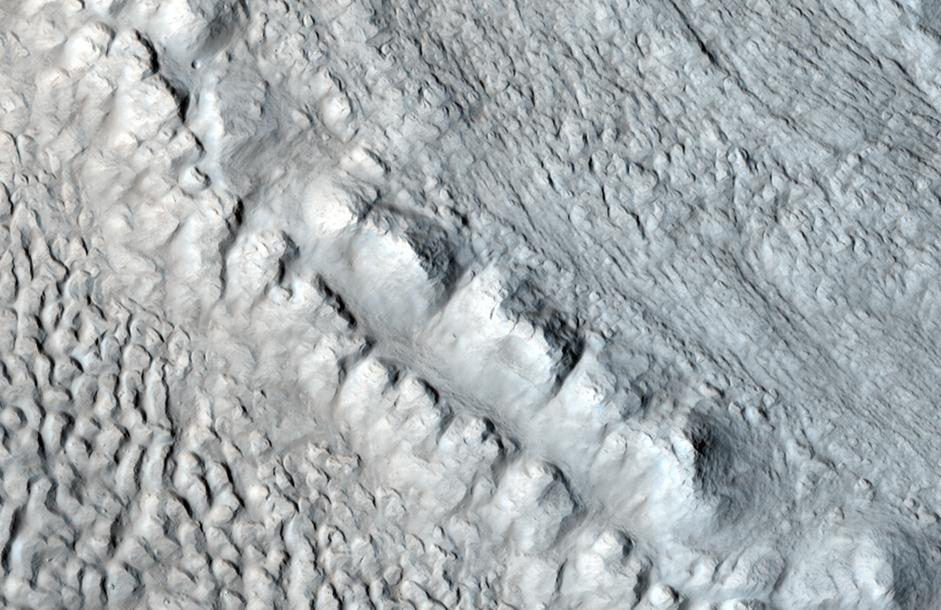
Una cresta interpretada como la morrena terminal de un glaciar alpino. La ubicación es el cuadrángulo Ismenius Lacus

El hielo en movimiento transporta materiales rocosos, que se depositan cuando el hielo desaparece. Esto sucede típicamente en la nariz o en los bordes del glaciar. En la Tierra, tales características serían llamadas morrenas, pero en Marte se las conoce típicamente como crestas similares a morrenas, crestas concéntricas o crestas arqueadas. Debido a que en Marte el hielo tiende a sublimarse en lugar de derretirse, y debido a que las bajas temperaturas del planeta tienden a hacer que los glaciares "se asienten en frío" (congelados en sus lechos e incapaces de deslizarse), los restos de estos glaciares y las crestas que dejan no aparecen exactamente igual que en los glaciares normales en la Tierra. En particular, las morrenas marcianas tienden a ser depositadas sin ser desviadas por la topografía subyacente, lo que se cree refleja el hecho de que el hielo en los glaciares marcianos está normalmente congelado (no llega a fundirse parcialmente por efecto de la presión) y no puede deslizarse. Los acúmulos laterales de escombros en la superficie de los glaciares indican la dirección del movimiento del hielo. La superficie de algunos glaciares tiene texturas rugosas debido a la sublimación del hielo enterrado. El hielo se evapora sin fundirse y deja atrás un espacio vacío. El material superpuesto se colapsa en el hueco. A veces trozos de hielo caen del glaciar y se entierran en la superficie del terreno, y cuando se derriten, dejan un agujero más o menos redondo. Se han identificado muchos de estos "agujeros de caldera" en Marte.
A pesar de la fuerte evidencia del flujo glacial en Marte, hay pocas pruebas convincentes de formas de relieve talladas por la erosión glacial, como por ejemplo, valles en forma de U, colinas redondeadas, aristas, o drumlins. Estas características son abundantes en las regiones glaciares de la Tierra, por lo que su ausencia en Marte ha resultado desconcertante. Se cree que la falta de estos relieves está relacionada con la naturaleza fría del hielo en los glaciares más recientes de Marte. Debido a que la insolación que llega al planeta, la temperatura y la densidad de la atmósfera, y el flujo de calor geotérmico son todos más bajos en Marte que en la Tierra, el modelado sugiere que la temperatura de la interfase entre un glaciar y su lecho permanece por debajo de cero, por lo que el hielo se mantiene literalmente congelado hasta el suelo. Esto evita que se deslice a través de su lecho, lo que se cree que inhibe la capacidad del hielo para erosionar la superficie.

## Edades de hielo

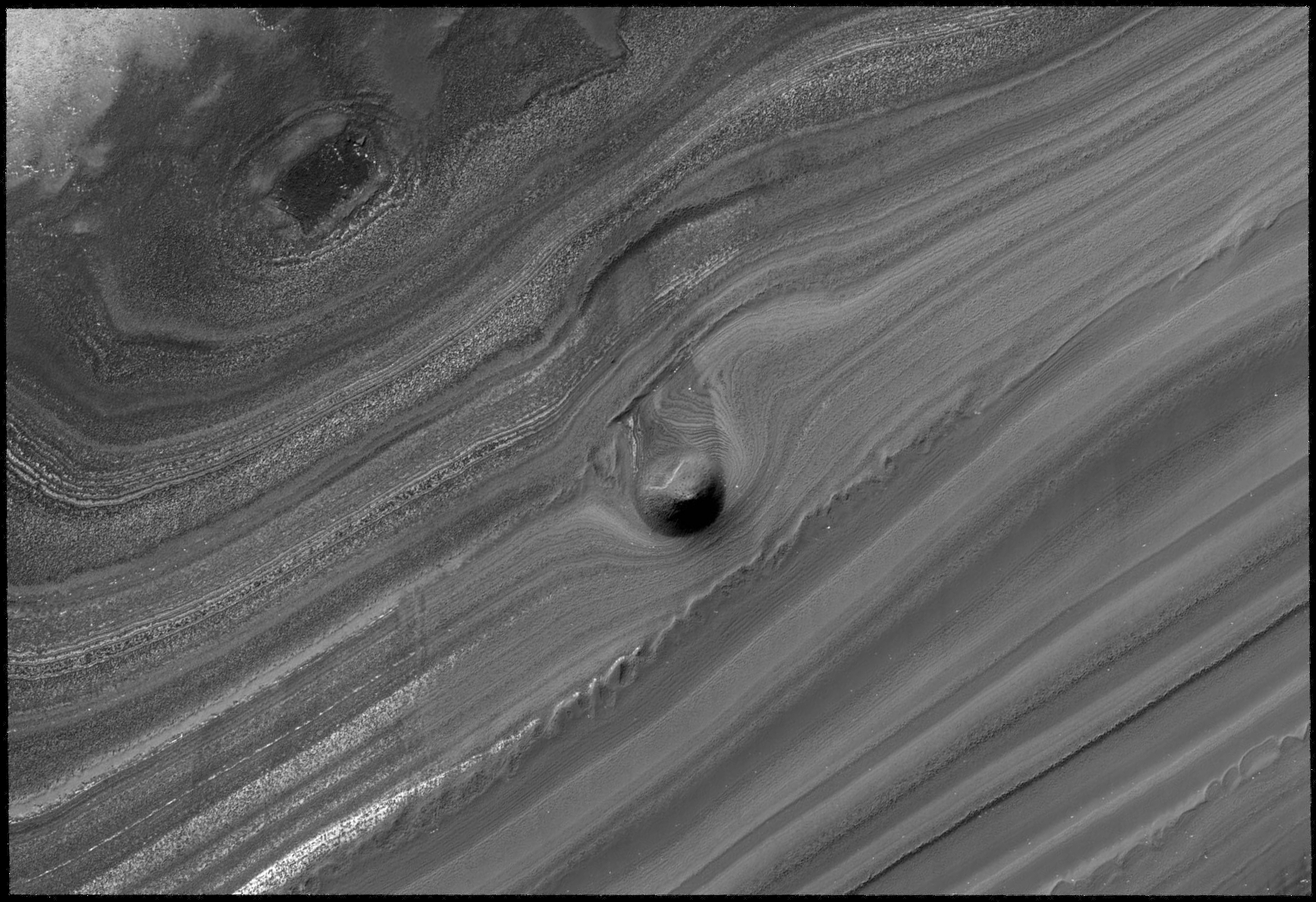
Depósitos de hielo y polvo en el polo norte.

Marte ha experimentado cambios a gran escala en la cantidad y distribución de hielo en su superficie en su pasado geológico relativamente reciente, y como en la Tierra, se conocen como edades glaciales. Las edades de hielo en Marte son muy diferentes de las que experimenta la Tierra. Durante una era de hielo marciana, los polos se calientan y el hielo de agua sale de las capas de hielo y se vuelve a depositar en latitudes medias. La humedad de las capas de hielo se desplaza a latitudes más bajas en forma de depósitos de escarcha o nieve mezclados con polvo. La atmósfera de Marte contiene una gran cantidad de finas partículas de polvo, el vapor de agua se condensa en estas partículas que luego caen al suelo debido al peso adicional de la capa de agua. Cuando el hielo en la parte superior de la capa de manto vuelve a la atmósfera, deja atrás el polvo que sirve para aislar el hielo restante. El volumen total de agua eliminada es un pequeño porcentaje de las capas de hielo, o lo suficiente para cubrir toda la superficie del planeta bajo un metro de agua. Gran parte de esta humedad de las capas de hielo resulta en un manto liso grueso con una mezcla de hielo y polvo. Este manto rico en hielo, de unos pocos metros de espesor, suaviza la tierra en latitudes más bajas, pero en algunos lugares muestra una textura llena de baches. Probablemente se produjeron múltiples etapas de las glaciaciones. Debido a que hay pocos cráteres en el manto actual, se cree que es relativamente joven. Se cree que este manto fue puesto en su lugar durante una era de hielo relativamente reciente.
Las edades glaciales son impulsadas por los cambios en la órbita e inclinación de Marte, que pueden ser comparados con los ciclos terrestres de Milankovitch. Los cálculos orbitales muestran que Marte oscila en su eje mucho más que la Tierra. La Tierra está estabilizada por su luna proporcionalmente grande, por lo que solo oscila unos pocos grados. Marte puede cambiar su inclinación-también conocida como su oblicuidad- por muchas decenas de grados. Cuando esta oblicuidad es alta, sus polos reciben mucha más luz directa del sol y calor; Esto hace que las capas de hielo se calienten y se vuelvan más pequeñas a medida que el hielo se sublima. Sumando a la variabilidad del clima, la excentricidad de la órbita de Marte cambia dos veces más que la excentricidad de la Tierra. A medida que los polos se subliman, el hielo se redeposita más cerca del ecuador, que reciben un poco menos de insolación solar en estas elevadas oblicuidades. Las simulaciones por ordenador han demostrado que una inclinación de 45 ° del eje marciano resultaría en acumulación de hielo en áreas que muestran formas de relieve glaciales. Un estudio de 2008 proporcionó evidencia de múltiples fases glaciales durante la glaciación del Amazonas tardío en el límite de la dicotomía en Marte.

## Evidencia de flujos recientes

Flujos de la estación cálida en pendiente en el cráter de Newton

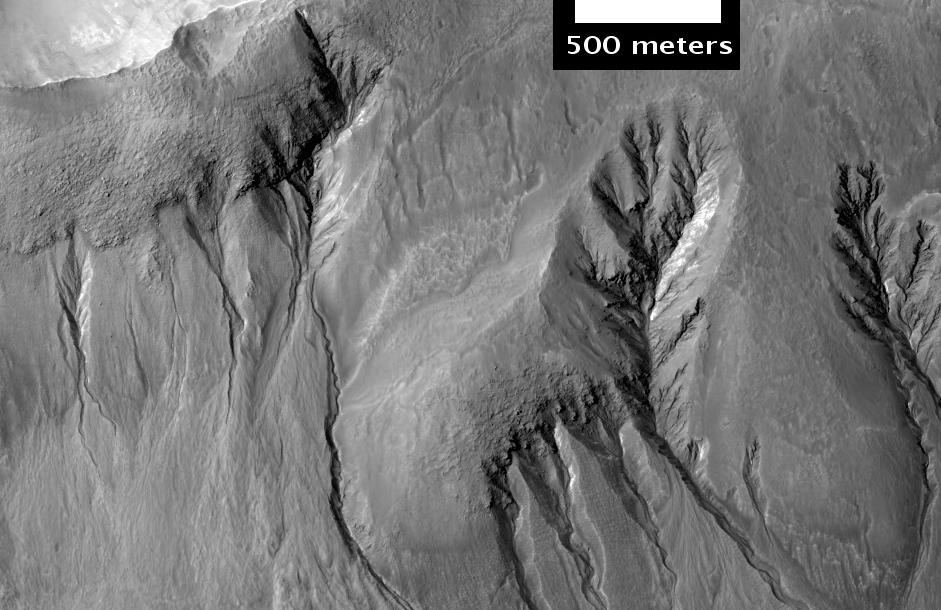
Barrancos ramificados

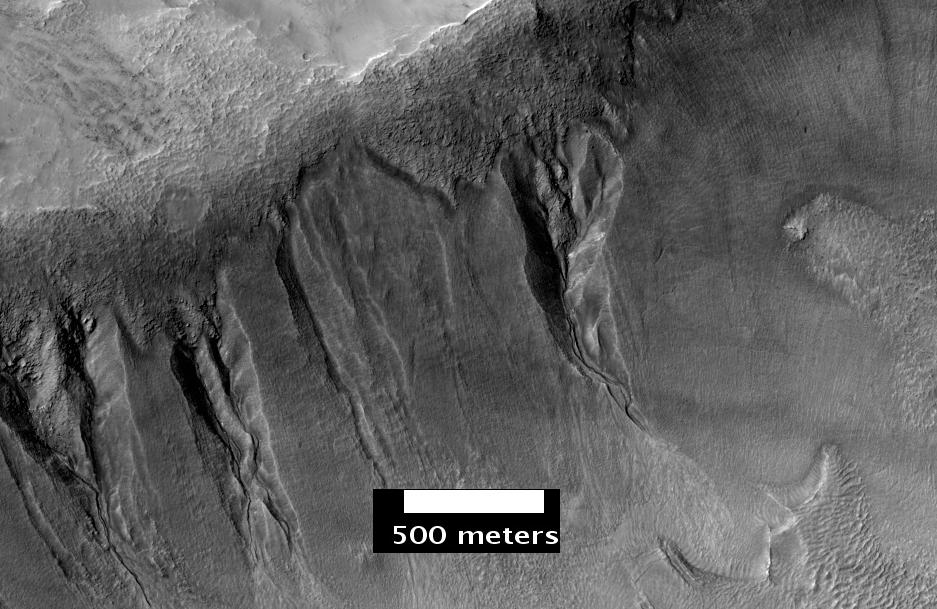
Grupo de barrancos profundos

El agua líquida pura no puede existir en forma estable en la superficie de Marte con su actual baja presión atmosférica y baja temperatura, excepto en las elevaciones más bajas durante unas horas. Por lo tanto, un misterio geológico comenzó en 2006 cuando las observaciones de la nave Mars Reconnaissance Orbiter de la NASA revelaron depósitos de barranco que no estaban allí diez años antes, posiblemente causados por la salmuera líquida que fluye durante los meses más cálidos en Marte. Las imágenes eran de dos cráteres llamados Terra Sirenum y Centauri Montes que parecen mostrar la presencia de flujos de agua líquida en Marte en algún momento entre 1999 y 2001.
Hay desacuerdo en la comunidad científica sobre si las barrancas han sido formadas o no por agua líquida. También es posible que los flujos que tallan las barrancas estén secos, o quizás sean lubricados por el dióxido de carbono. Algunos estudios atestiguan que las barrancas que se forman en las tierras altas del sur no pueden ser formadas por agua debido a condiciones atmosféricas inadecuadas. La baja presión y la ausencia de efectos geotérmicos en las regiones más frías no daría lugar a agua líquida en ningún momento del año, pero sería ideal para el dióxido de carbono sólido. El dióxido de carbono que se derrite en el verano más cálido produciría dióxido de carbono líquido, que entonces formaría las barrancas. Incluso si las barrancas son talladas por el flujo de agua en la superficie, la fuente exacta del agua y los mecanismos detrás de su movimiento no son bien comprendidos.
En agosto de 2011, la NASA anunció el descubrimiento por el estudiante de pregrado estadounidense de origen nepalí Lujendra Ojha de los cambios estacionales actuales en pendientes empinadas por debajo de afloramientos rocosos cerca de los bordes de un cráter en el hemisferio sur. Estas rayas oscuras, llamadas ahora líneas recurrentes de la pendiente, se vieron crecer talud abajo durante la parte más caliente del verano marciano, descolorandose gradualmente durante el resto del año, progresando cíclicamente entre años. Los investigadores sugirieron que estas marcas eran consistentes con el agua salada (salmueras) que fluía hacia abajo y luego se evaporaba, dejando posiblemente algún tipo de residuo. El instrumento espectroscópico CRISM ha hecho desde entonces observaciones directas de sales hidratadas que aparecen al mismo tiempo que se forman estas líneas de pendiente recurrentes, confirmando en 2015 que estas líneas son producidas por el flujo de salmueras líquidas a través de suelos poco profundos. Las líneas contienen clorato hidratado y sales de perclorato (ClO4-), que incluyen moléculas de agua líquida. Las líneas fluyen cuesta abajo en el verano marciano, cuando la temperatura está por encima de -23 °C (-9 °F, 250 K). Sin embargo, la fuente del agua sigue siendo desconocida.

## Hallazgos de sondas

### Mariner 9

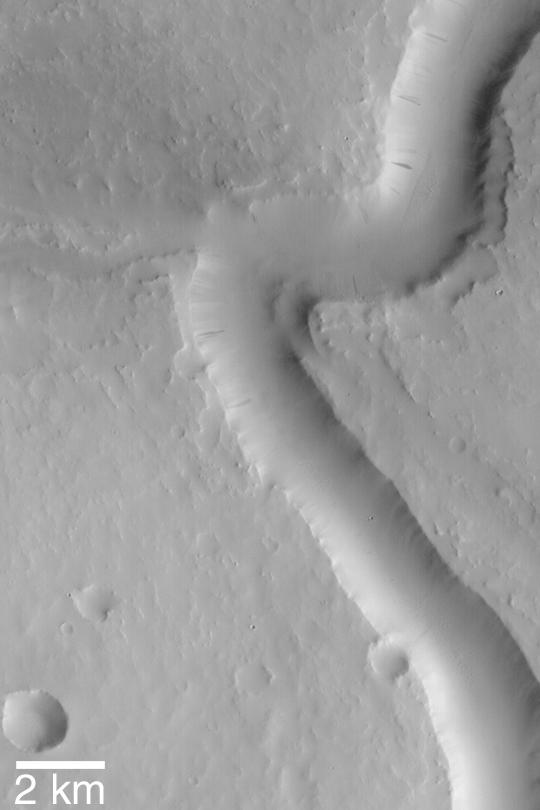
Meandro en Scamander Vallis, según lo visto por Mariner 9. Tales imágenes implicaron que las grandes cantidades de agua fluyeron una vez en la superficie de Marte.

Las imágenes adquiridas por el orbitador de Marte Mariner 9, lanzado en 1971, revelaron la primera evidencia directa del agua del pasado en forma de lechos de ríos secos, cañones (incluyendo el Valles Marineris, un sistema de cañones de unos 4.020 km), Evidencia de erosión y deposición de agua, frentes meteorológicos, nieblas y más. Los hallazgos de las misiones de Mariner 9 respaldaron el programa posterior Viking. El enorme sistema de barrancos Valles Marineris lleva el nombre de Mariner 9 en honor a sus logros.

### Programa Viking

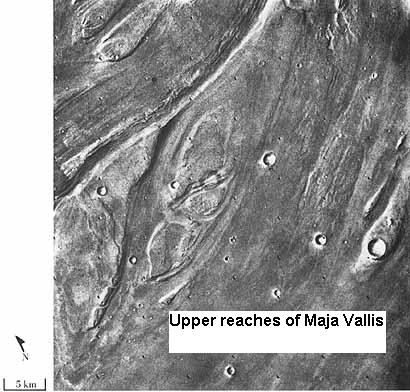
Las islas aerodinámicas en Maja Valles sugieren que grandes inundaciones ocurrieron en Marte

Al descubrir muchas formas geológicas que normalmente se forman a partir de grandes cantidades de agua, los dos orbitadores vikingos y los dos módulos de aterrizaje causaron una revolución en nuestro conocimiento sobre el agua en Marte. Se encontraron canales de salida enormes en muchas áreas. Ellos mostraron que las inundaciones de agua rompieron a través de presas, tallaron valles profundos, erosionaron los surcos en la roca madre, y viajaron miles de kilómetros. Grandes áreas en el hemisferio sur contenían redes de vías ramificadas, lo que sugiere que la lluvia cayó una vez. Muchos cráteres parece como si el impactador cayera en el barro. Cuando se formaron, el hielo en el suelo pudo derretirse, convirtió el suelo en barro, y luego el lodo fluyó a través de la superficie. Las regiones, llamadas "Terreno Caótico", parecían haber perdido rápidamente grandes volúmenes de agua que causaban la formación de grandes cauces aguas abajo. Las estimaciones para algunos caudales del canal corren a diez mil veces el flujo del río Misisipi. El volcanismo subterráneo puede haber derretido hielo congelado; El agua entonces fluyó lejos y el suelo se derrumbó para dejar el terreno caótico. Además, el análisis químico general realizado por los dos desembarcadores de Viking sugirió que la superficie ha sido expuesta o sumergida en el agua en el pasado.

### Mars Global Surveyor

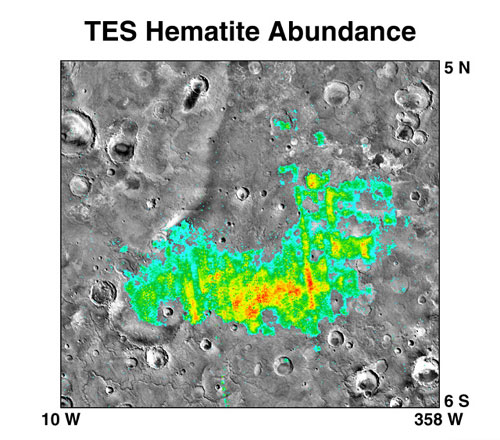
Mapa que muestra la distribución de la hematita en el Sinus Meridiani. Estos datos se utilizaron para apuntar el aterrizaje del rover Opportunity que encontró evidencia definitiva de agua pasada.

El Espectrómetro de Emisión Térmica (TES) del Mars Global Surveyor es un instrumento capaz de determinar la composición mineral en la superficie de Marte. La composición mineral da información sobre la presencia o ausencia de agua en la antigüedad. TES identificó un área grande (30.000 km² (12.000 sq mi)) en la formación de Nili Fossae que contiene el mineral olivine. Se cree que el impacto del asteroide antiguo que creó la cuenca Isidis resultó en fallas que expusieron el olivino. El descubrimiento del olivino es una fuerte evidencia de que algunas partes de Marte han estado extremadamente secas durante mucho tiempo. El olivino también fue descubierto en muchos otros pequeños afloramientos dentro de 60 grados al norte y al sur del ecuador. La sonda ha representado varios canales que sugieren flujos de líquidos sostenidos pasados, dos de ellos se encuentran en Nanedi Valles y en Nirgal Vallis.

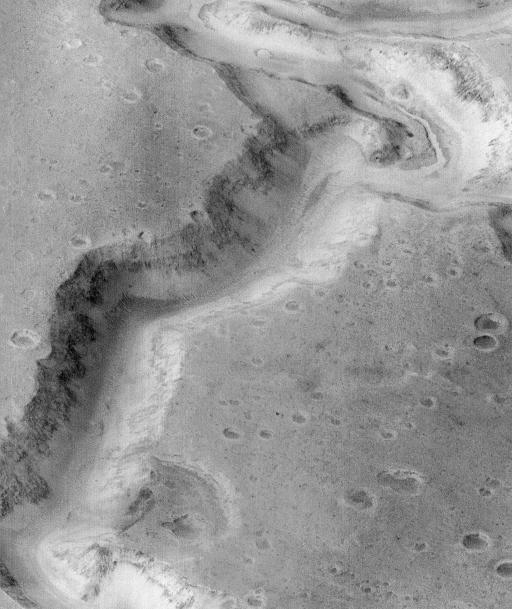
Canal interior (cerca de la parte superior de la imagen) en el piso de Nanedi Valles que sugiere que el agua fluyó durante un período bastante largo. Imagen de Lunae Palus quadrangle.

### Mars Pathfinder
El Mars Pathfinder registró la variación del ciclo de temperatura diurna. Estaba más frío justo antes del amanecer, alrededor de -78 °C (195 °F), y más cálido justo después del mediodía de Marte, alrededor de -8 °C (18 °F, 265 K). En este lugar, la temperatura más alta nunca alcanzó el punto de congelación del agua (0 °C (273 K)), demasiado frío para que exista agua pura en la superficie.
La presión atmosférica medida por el Pathfinder en Marte es muy baja, alrededor del 0,6% de la Tierra, y no permitiría que existiera agua líquida pura en la superficie.
Otras observaciones fueron consistentes con el agua presente en el pasado. Algunas de las rocas en el sitio de Mars Pathfinder se apoyaban unas contra otras de una manera que los geólogos llamaban imbricados. Se sospecha que las aguas fuertes de la inundación en el pasado empujaron las rocas alrededor hasta que se afrontaran lejos del flujo. Algunos guijarros estaban redondeados, tal vez por haber caído en un arroyo. Partes del suelo son crujientes, tal vez debido a cementación por un líquido que contiene minerales. Había evidencia de nubes y quizás de niebla.

### Mars Odyssey (españolː Odisea de Marte)
La Mars Odyssey encontró en 2001 mucha evidencia de agua en Marte en forma de imágenes, y con su espectrómetro, demostró que gran parte del suelo está cargado con hielo de agua. Marte tiene suficiente hielo justo debajo de la superficie para llenar el lago Míchigan dos veces. En ambos hemisferios, desde 55 ° de latitud hasta los polos, Marte tiene una alta densidad de hielo justo debajo de la superficie; Un kilogramo de tierra contiene aproximadamente 500 gramos (18 onzas) de hielo de agua. Pero cerca del ecuador, solo hay 2% a 10% de agua en el suelo. Los científicos piensan que gran parte de esta agua también está encerrada en la estructura química de los minerales, como la arcilla y los sulfatos. Aunque la superficie superior contiene un pequeño porcentaje de agua ligada químicamente, el hielo se encuentra a pocos metros más profundo, como se ha demostrado en Arabia Terra, cuadrilátero Amazonis y cuadrilátero Elysium que contienen grandes cantidades de hielo de agua. El análisis de los datos sugiere que el hemisferio sur puede tener una estructura estratificada, sugestiva de depósitos estratificados debajo de una masa de agua ahora extinta grande.

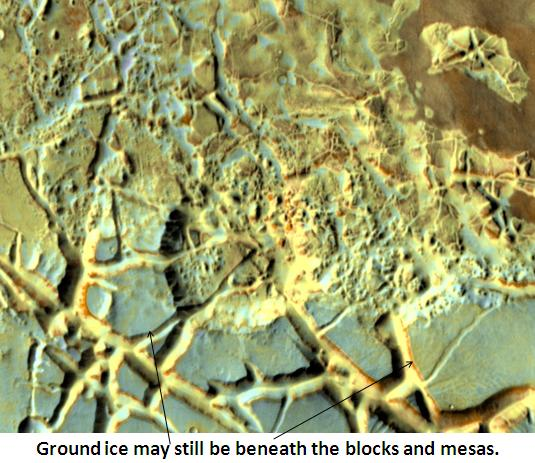
Bloques en Aram mostrando una posible fuente antigua de agua. La ubicación es cuadrilátero de Oxia Palus

Los instrumentos a bordo de la Mars Odyssey solo pueden estudiar el metro superior del suelo, mientras que el radar a bordo del Mars Reconnaissance Orbiter puede medir algunos kilómetros de profundidad. En 2002, los datos disponibles se utilizaron para calcular que si todas las superficies del suelo estuvieran cubiertas por una capa de agua uniforme, esto correspondería a una capa de agua global (GLW) de 0,5 a 1,5 km (0,31-0,93 mi).
Miles de imágenes devueltas desde la órbita de Odyssey también apoyan la idea de que Marte alguna vez tuvo grandes cantidades de agua fluyendo a través de su superficie. Algunas imágenes muestran patrones de valles ramificados; Otros muestran capas que pueden haberse formado bajo lagos; Incluso los deltas del río y del lago se han identificado. Durante muchos años los investigadores pensaron que los glaciares existían bajo una capa de rocas aislantes.  El llenado lineal del valle es un ejemplo de estos glaciares cubiertos de roca. Se encuentran en los pisos de algunos canales. Sus superficies tienen materiales estriados y ranurados que se desvían alrededor de obstáculos. Los depósitos de piso lineal pueden estar relacionados con delantales de detritos lobatos, que han sido mostrados por radar en órbita para contener grandes cantidades de hielo

### Phoenix

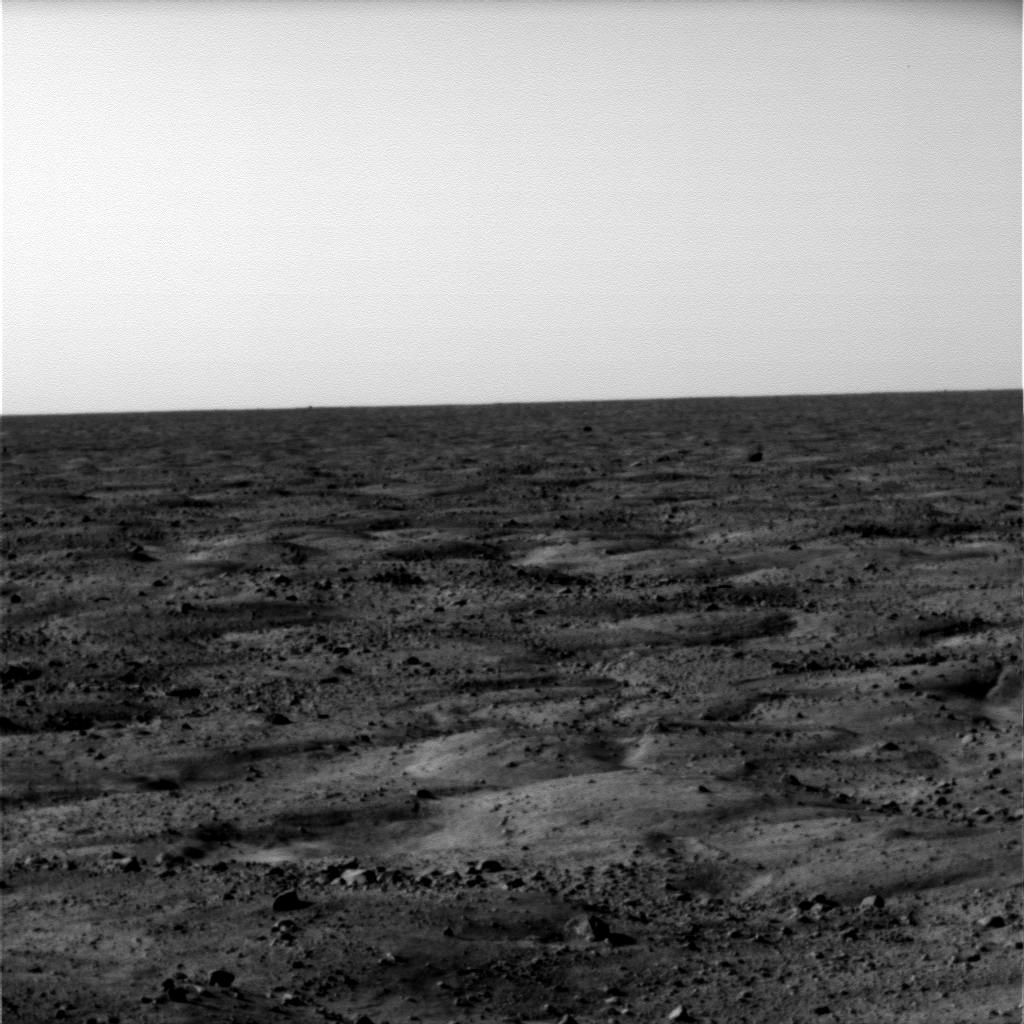
Polígonos del Permafrost fotografiados por el aterrizador Phoenix

El Phoenix Lander también confirmó la existencia de grandes cantidades de hielo de agua en la región norte de Marte. Este hallazgo fue predicho por los datos orbitales anteriores y la teoría, , y se midió desde la órbita de los instrumentos de Odisea de Marte. El 19 de junio de 2008, la NASA anunció que los trozos de material brillante en la zanja "Dodo-Goldilocks", cavados por el brazo robótico, se habían evaporado en el transcurso de cuatro días, indicando claramente que los grupos brillantes estaban compuestos de agua Hielo que sublima después de la exposición. Aunque el CO2 (hielo seco) también se sublima bajo las condiciones presentes, lo haría a una velocidad mucho más rápida que la observada. El 31 de julio de 2008, la NASA anunció que Phoenix confirmó además la presencia de hielo de agua en su lugar de aterrizaje. Durante el ciclo de calentamiento inicial de una muestra, el espectrómetro de masas detectó vapor de agua cuando la temperatura de la muestra alcanzó 0 °C (273 K). El agua líquida no puede existir en la superficie de Marte con su baja presión atmosférica y temperatura actuales, excepto en las elevaciones más bajas durante períodos cortos.
Perclorato (ClO4), un oxidante fuerte, se confirmó que estaba en el suelo. El producto químico, cuando se mezcla con el agua, puede bajar el punto de congelación del agua de una manera similar a cómo se aplica la sal a los caminos para derretir el hielo.

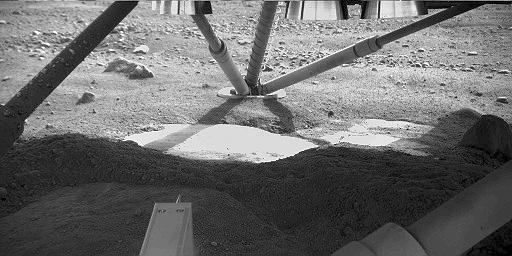
Vista debajo del aterrizador Phoenix mostrando hielo de agua expuesto por los retrocohetes de aterrizaje.

Cuando Phoenix aterrizó, los retrocargadores salpicaron suelo y hielo derretido en el vehículo. Las fotografías mostraban que el aterrizaje había dejado manchas de material pegadas a los puntales de aterrizaje.  Las burbujas se expandieron a una velocidad consistente con la delicuescencia, oscurecida antes de desaparecer (consistente con licuefacción seguida de goteo), y parecían fundirse. Estas observaciones, combinadas con pruebas termodinámicas, indicaron que las gotas eran gotas de salmuera líquidas. Otros investigadores sugirieron que las gotas podrían ser "grumos de escarcha". En 2015 se confirmó que el perclorato juega un papel en la formación de líneas de laderas recurrentes en las barrancas empinadas.
Por lo que respecta a la cámara, el sitio de aterrizaje es plano, pero conformado en polígonos de entre 2 y 3 m de diámetro que están limitados por canales de 2 a 5 dm ( 7,9-19,7 pulgadas) de profundidad. Estas formas se deben al hielo en el suelo que se expande y que se contrae debido a cambios importantes de la temperatura. El microscopio mostró que el suelo en la parte superior de los polígonos está compuesto de partículas redondeadas y partículas planas, probablemente un tipo de arcilla. El hielo está presente unos pocos centímetros por debajo de la superficie en el centro de los polígonos, ya lo largo de sus bordes, el hielo tiene al menos 8 pulgadas (200 mm) de profundidad.
Se observó que la nieve caía de las nubes cirrus. Las nubes se formaron a un nivel en la atmósfera que estaba alrededor de -65 °C (208 K), por lo que las nubes tendrían que estar compuestas de hielo-agua, en lugar de dióxido de carbono-hielo (CO2 o hielo seco) ), Porque la temperatura para formar el hielo del dióxido de carbono es mucho más baja que -120 °C (-184 °F; 153 K). Como resultado de las observaciones de la misión, ahora se sospecha que el hielo de agua (nieve) se habría acumulado más tarde en el año en este lugar. La temperatura más alta medida durante la misión, que tuvo lugar durante el verano marciano, fue -19,6 °C (25,36 ° F), mientras que la más fría fue de -97,7 °C (-143,9 °F; 175,5 K). Por lo tanto, en esta región la temperatura se mantuvo muy por debajo del punto de congelación (0 °C (273 K)) del agua.

### Rovers de Exploración de Marte

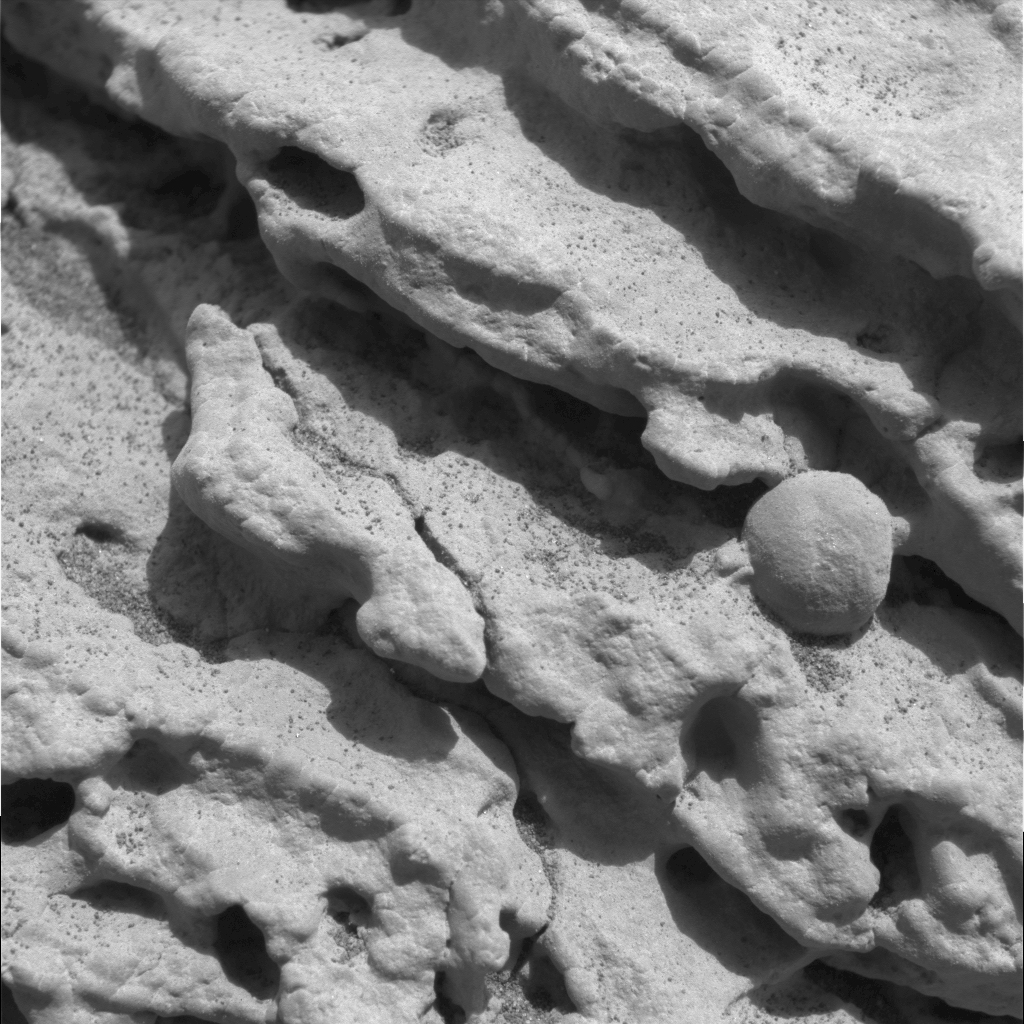
Primer plano de un afloramiento de roca

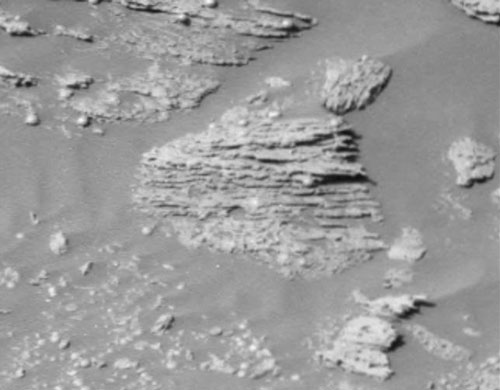
Capas de roca delgadas, no todas paralelas entre sí

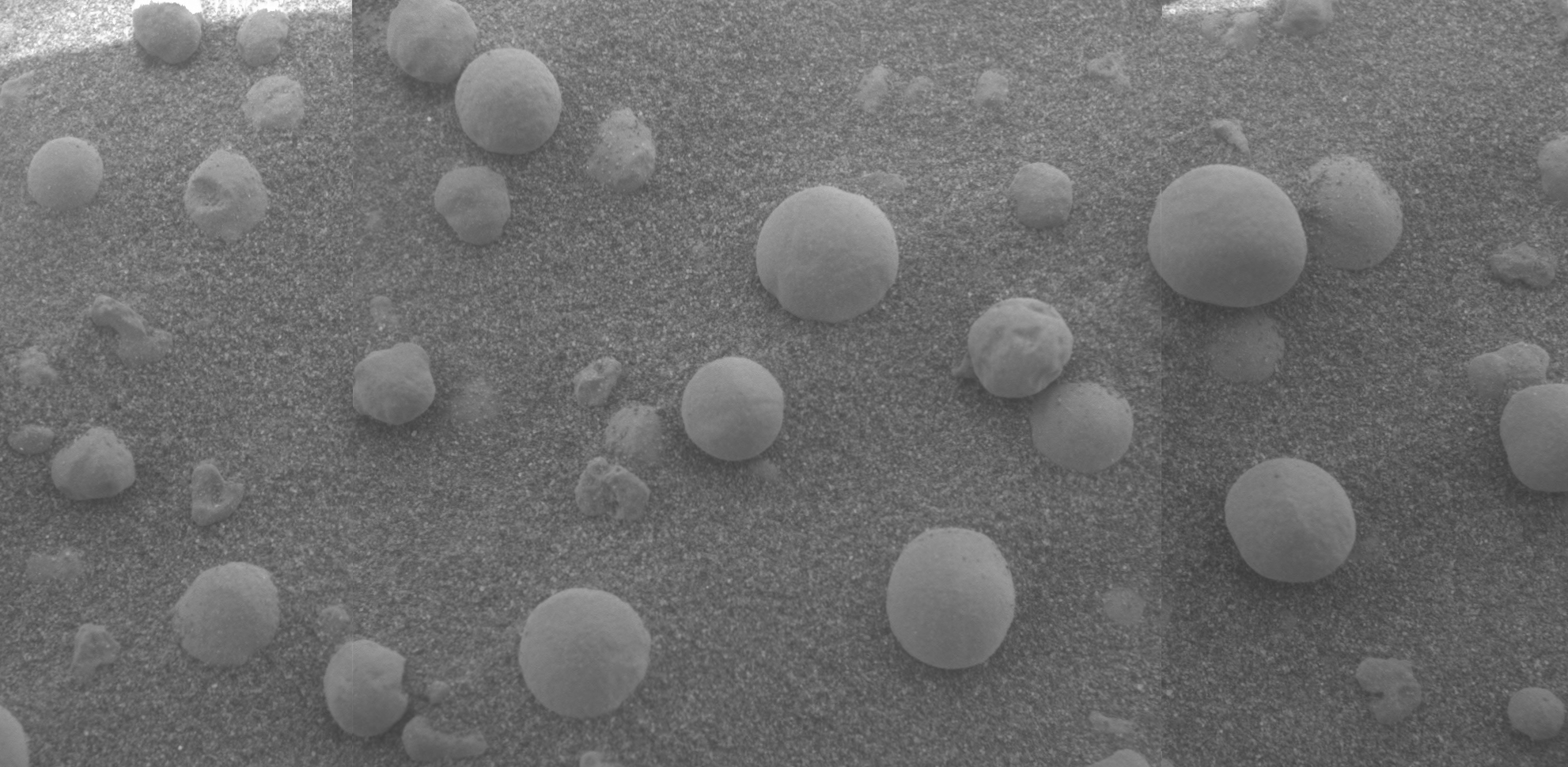
Esférulas de hematites

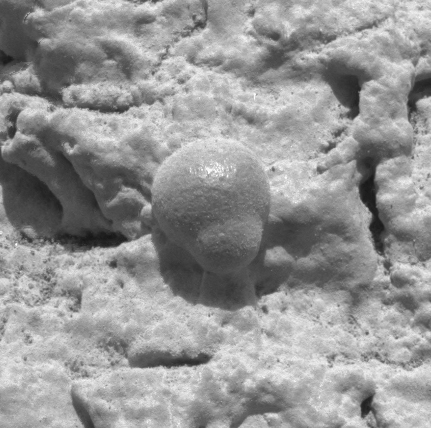
Esférulas parcialmente incrustadas

Los Rovers de Marte, Spirit y Opportunity encontraron una gran cantidad de evidencia para el agua del pasado en Marte. El Rover Spirit aterrizó en lo que se creía que era una gran cama de lago. El lecho del lago había sido cubierto con flujos de lava, por lo que la evidencia del agua del pasado fue inicialmente difícil de detectar. El 5 de marzo de 2004, la NASA anunció que Spirit había encontrado indicios de la historia del agua en Marte en una roca llamada "Humphrey".
Mientras Spirit viajaba a la inversa en diciembre de 2007, tirando de una rueda agarrada detrás, la rueda raspó la capa superior del suelo, descubriendo un parche de tierra blanca rica en sílice. Los científicos piensan que debe haber sido producido en una de dos maneras. Uno: los depósitos de aguas termales producidos cuando el agua disolvió sílice en un lugar y luego se llevó a otro (es decir, un géiser). Dos: el vapor ácido que se levantaba a través de las grietas en las rocas les quitaba los componentes minerales, dejando atrás el sílice. El Spirit rover también encontró evidencia de agua en las colinas Columbia del cráter Gusev. En el grupo de rocas Clovis, el espectrómetro Mössbauer (MB) detectó goethita,  que solo se forma en presencia de agua. , hierro en la forma oxidada Fe3+, rocas ricas en carbonato, lo que significa que las regiones del planeta una vez albergó el agua. El rover Opportunity se dirigió a un sitio que había mostrado grandes cantidades de hematita desde la órbita. La hematita se forma a menudo del agua. De hecho, el rover encontró rocas estratificadas y concreciones hematitas de mármol o arándano. En otra parte de su recorrido, Opportunity investigó la estratigrafía de dunas eólicas en el acantilado Burns en el Crater Endurance. Sus operadores concluyeron que la preservación y cementación de estos afloramientos había sido controlada por el flujo de aguas subterráneas poco profundas.  En sus años de operación continua, Opportunity sigue enviando evidencia de que esta área en Marte estaba empapada en agua líquida en el pasado. Los rovers de MER habían estado encontrando evidencia de antiguos ambientes húmedos que eran muy ácidos. De hecho, lo que Opportunity ha descubierto en su mayoría, o encontrado evidencia para, fue ácido sulfúrico, un producto químico duro para la vida.  Pero el 17 de mayo de 2013, la NASA anunció que Opportunity encontró depósitos de arcilla que normalmente se forman en ambientes húmedos que están cerca de la acidez neutra. Este descubrimiento proporciona pruebas adicionales acerca de un ambiente húmedo antiguo posiblemente favorable para la vida.

### Explorador Curiosity  (del español Curiosidad)

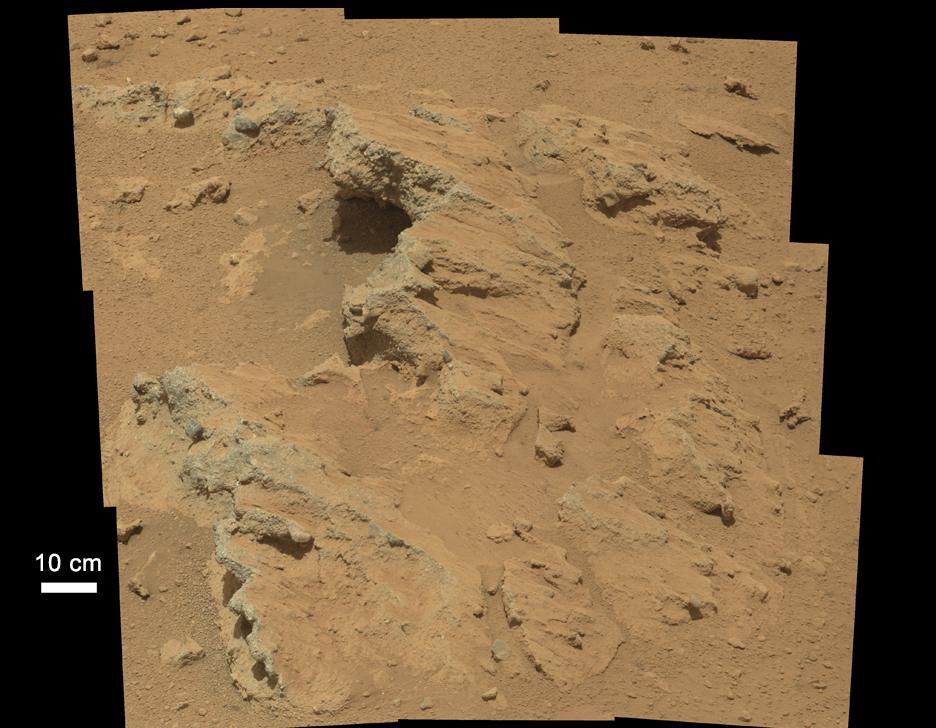
"Hottah" afloramiento de roca - un antiguo arroyo descubierto por el equipo de Curiosity rover (14 de septiembre de 2012) (o) (acercamient) (versión tridimensional).

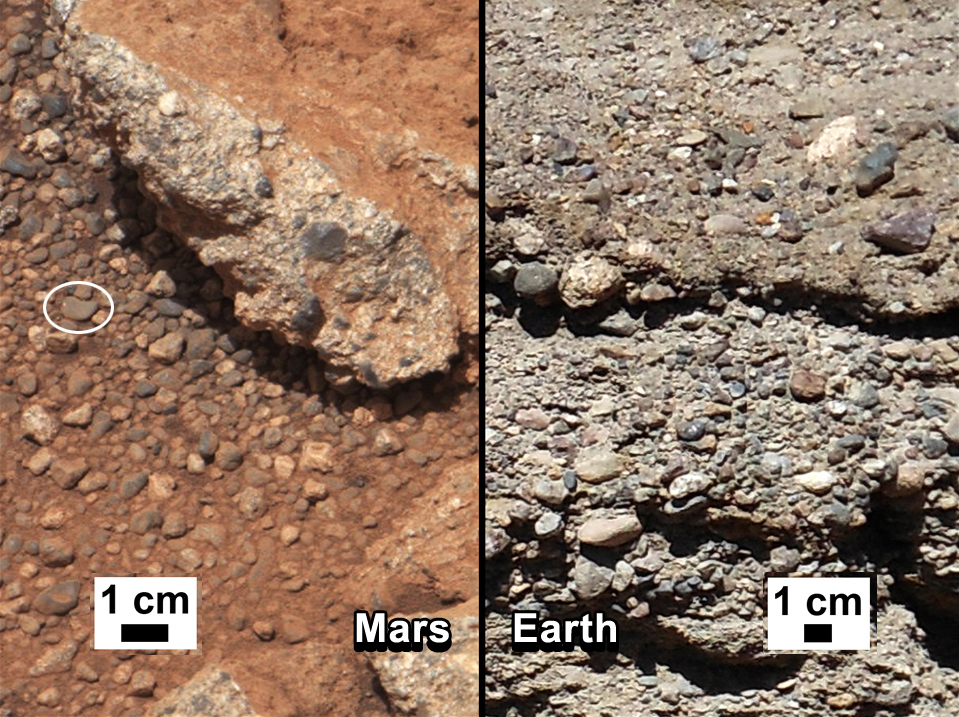
El afloramiento de la roca en Marte - comparado con un conglomerado fluvial terrestre - sugiriendo el agua "vigorosa" que fluye en una corriente.

Muy temprano en su misión en curso, el vehículo explorador Curiosity de la NASA descubrió sedimentos fluviales inequívocos en Marte. Las propiedades de los guijarros en estos afloramientos sugerían un flujo vigoroso anterior en un lecho de río, con flujo entre el tobillo y la cintura. Estas rocas se encontraron al pie de un sistema de ventilador aluvial que descendía de la pared del cráter, que había sido previamente identificado desde la órbita. 
En octubre de 2012, el primer análisis de difracción de rayos X de un suelo marciano fue realizado por Curiosity. Los resultados revelaron la presencia de varios minerales, incluyendo feldespato, piroxenos y olivina, y sugirieron que el suelo marciano en la muestra era similar a los suelos basálticos degradados de los volcanes hawaianos. La muestra utilizada está compuesta de polvo distribuido de tormentas de polvo globales y arena fina local. Hasta el momento, los materiales que Curiosity ha analizado son consistentes con las ideas iniciales de depósitos en Gale Crater registrando una transición a través del tiempo desde un ambiente húmedo a seco.
En diciembre de 2012, la NASA informó que Curiosity realizó su primer análisis extensivo del suelo, revelando la presencia de moléculas de agua, azufre y cloro en el suelo marciano. Y en marzo de 2013, la NASA reportó pruebas de hidratación mineral, probablemente sulfato de calcio hidratado, en varias muestras de roca, incluyendo fragmentos rotos de roca "Tintina" y "Sutton Inlier", así como en venas y nódulos en otras rocas como roca "Knorr"  y roca "Wernicke". El análisis utilizando el instrumento DAN del rover proporcionó evidencia de agua subsuperficial, que alcanzaba hasta un 4% de contenido de agua, hasta una profundidad de 60 cm (2,0 pies), en el trayecto desde el sitio de aterrizaje de Bradbury hasta el área de la bahía de Yellowknife en la zona Terreno de Glenelg. 
El 26 de septiembre de 2013, los científicos de la NASA informaron que el rover de la Curiosity de Marte detectó abundante agua ligada químicamente (1,5 a 3 por ciento en peso) en muestras de suelo en la región de Rocknest de Aeolis Palus en el Crater de Gale Además, la NASA informó que el rover encontró dos tipos principales de suelo: un tipo máfico de grano fino y un tipo félsica de grano grueso de origen local. El tipo máfico, similar a otros suelos marcianos y el polvo marciano, se asoció con la hidratación de las fases amorfas del suelo.  Además, los percloratos, cuya presencia puede dificultar la detección de moléculas orgánicas relacionadas con la vida, se encontraron en el sitio de aterrizaje del Curiosity rover (y más temprano en el sitio más polar del aterrizador Phoenix), lo que sugiere una "distribución global de estas sales". La NASA también informó que la roca de Jake M, una roca encontrada por Curiosity en el camino a Glenelg, era una mugearita y muy similar a las rocas de mugearita terrestres.
El 9 de diciembre de 2013, la NASA informó que el planeta Marte tenía un gran lago de agua dulce (que podría haber sido un ambiente hospitalario para la vida microbiana) basado en la evidencia del vehículo explorador Curiosity al estudiar la llanura Aeolis Palus cerca de Monte Sharp en Gale Cráter.
El 16 de diciembre de 2014, la NASA informó de detectar un aumento inusual, a continuación, disminuir, en las cantidades de metano en la atmósfera del planeta Marte; Además, se detectaron productos químicos orgánicos en polvo perforado de una roca por el rover Curiosity. También, sobre la base de los estudios de relación de deuterio a hidrógeno, gran parte del agua en Gale Crater en Marte se encontró que se había perdido en tiempos antiguos, antes de que se formara el lecho del lago en el cráter; Después, grandes cantidades de agua continuaron perdiéndose.
El 13 de abril de 2015, Nature publicó un análisis de los datos de humedad y temperatura del suelo recopilados por Curiosity, mostrando que las películas de agua salada líquida se forman en los 5 cm superiores de la subsuperficie de Marte por la noche. La actividad del agua y la temperatura permanecen por debajo de los requisitos para la reproducción y el metabolismo de los microorganismos terrestres conocidos.
El 8 de octubre de 2015, la NASA confirmó que los lagos y arroyos existían en el cráter de Gale hace 3,3 a 3,8 mil millones de años ofreciendo sedimentos para construir las capas más bajas del Monte Sharp.

## Agua en la atmósfera
También subsiste agua marciana en la atmósfera del planeta, aunque en proporción tan ínfima (0,01 %) que, de condensarse totalmente sobre la superficie de Marte, formariá una película líquida de aproximadamente la centésima parte de un milímetro. A pesar de su escasez, ese vapor de agua participa en un ciclo anual. En Marte, la presión atmosférica es tan baja (de 0,0007 a 0,0009 atmósferas, diez mil veces inferior a la de la Tierra) que el vapor de agua se sublima en el suelo, en forma de hielo, a la temperatura de –80 °C. Cuando la temperatura se eleva nuevamente por encima de ese límite, el hielo se sublima en sentido inverso: se convierte en vapor sin pasar por el estado líquido.

## Un pasado con ríos y agua abundante
Según algunas hipótesis, en tiempos pasados Marte tuvo abundantes cursos de agua, hecho posible porque contaba también con una atmósfera mucho más densa que proporcionaba temperaturas más elevadas. Al disiparse la mayor parte de esa atmósfera en el espacio, disminuyó la presión y bajó la temperatura, cosa que hizo desaparecer el agua de la superficie de Marte. Ahora bien, el agua todavía subsiste en la atmósfera, en estado de vapor, aunque en escasas proporciones, así como en los casquetes polares, constituidos por grandes masas de hielos perpetuos (mayoritariamente CO2 congelado), y según parece, en el subsuelo.
Hay muestras claras de erosión en varios lugares de Marte tanto a causa del viento como del agua. La superficie del planeta conserva verdaderas redes hidrográficas, hoy secas, con sus valles sinuosos tallados por las aguas de los ríos, sus afluentes, sus brazos, separados por bancos de aluviones que han subsistido hasta nuestros días. Sugieren un pasado, con unas condiciones ambientales en las que el agua modeló el terreno por medio de inundaciones catastróficas. Algunos sugieren la existencia en un pasado remoto de lagos y de un vasto océano en la región boreal del planeta. Todo parece indicar que esto ocurrió hace unos 4000 millones de años y solo por un breve periodo de tiempo. 
Alrededor de algunos cráteres marcianos se observan unas formaciones en forma de lóbulos, que solo pueden explicarse admitiendo que el suelo de Marte está congelado: el calor producido por el impacto de un meteorito puede provocar la vaporización del hielo y el vapor en expansión debió transportar cantidades de materia en el impacto, provocando la formación del referido relieve en forma de lóbulos. También se dispone de fotografías de otro tipo de accidentes geográficos perfectamente explicados por la existencia de un gelisol. Se trata de un derrumbamiento del suelo de la depresión de la que parte un lecho seco con la impronta de sus brazos separados por bancos de aluviones. Parece que en la zona de la depresión, el calor, probablemente debido a un fenómeno volcánico, ha provocado la fusión del hielo y el terreno se ha hundido por su propio peso, expulsando el agua hasta la superficie. 
Como la evaporación del líquido, aunque inevitable, no es instantánea, el agua ha podido discurrir por el suelo antes de su total evaporación; el fenómeno ha durado suficiente tiempo porque el curso del agua así creado por la fusión del permafrost pudo excavar un lecho.
En junio de 2000 la nave Mars Global Surveyor detectó en paredes de cráteres o en valles profundos donde no da nunca el Sol, unos accidentes que parecen barrancos formados por torrentes de agua y los depósitos de tierra y rocas transportados por ellos. Solo aparecen en latitudes altas del hemisferio sur, y recuerdan a surgencias superficiales de agua parecidas a un acuífero. Este acuífero estaría situado a unos 100-400 m de profundidad. Al surgir el agua hacia la superficie se congela y forma una presa de hielo que acaba por romperse y entonces se produce un torrente que dura muy poco, hasta que el agua se evapora, puesto que no puede existir en las condiciones ambientales del planeta.